# Dobindol
Dobindol este o localitate din comuna Dolenjske Toplice, Slovenia, cu o populație de 117 locuitori.